# المجلس الاستشاري الدائم للتربية الدينية
المجلس الاستشاري الدائم للتربية الدينية (بالإنجليزية: Standing Advisory Council on Religious Education، واختصاراً: SACRE) هي هيئة إنكليزية مستقلة تعتبر الراعية للتعليم الديني في المنطقة الخاضعة لولاية السلطة المحلية لها، حيث تقدم المشورة ومخولة بان تطلب إعادة النظر في المنهج المتفق عليه محليا للتربية الدينية. تتكون الهيئة من ممثلي عن السلطة المحلية، كنيسة إنكلترا، واتحاد المعلمين وممثلي لمجموعات مسيحية أو دينية أخرى. واجهت الهيئة العديد من التحديات، أولاها القدرة على تمثيل مصالح المجتمع البوذي وهذا ينطبق على جميع الاقليات الدينية الأخرى أيضا حيث تكون مسالة تمثيلها محل قلق. ثانيا في الممارسة العملية، حيث ان الهيئة تواجه الكثير من المتاعب لتحديث المناهج الدراسية المتفق عليها لتعكس أحدث الاتجاهات في المجتمع الديني.
يتمتع كل SACRE بسلطات قانونية واسعة النطاق بما في ذلك:
1. التصديق على AS المكتوبة لهم من قبل مؤتمر المناهج المتفق عليه لسلطتهم المحلية؛
2. تحسين جودة العبادة الجماعية  [لغات أخرى]‏؛
3. مراقبة جودة تعليم تعلم المخاطر وتوفير SMSCD والمساعدة عند الضرورة أو إبلاغ مديري المدارس أو الهيئات الإدارية بالصعوبات؛
4. التوصية بالمتحدثين.
5. التوصية بأماكن العبادة لزيارتها؛
6. تصميم مواد تعليمية تكميلية؛
7. المساهمة في تدريب المعلمين وتدريبهم أثناء الخدمة؛
8. تعزيز الروابط بين الأديان والمجتمعية وخاصة لإنهاء التماسك المجتمعي